# Abelharuco-rosado
Abelharuco-rosado ou abelharuco-cinzento-rosa (Merops malimbicus) é uma espécie de ave da família Meropidae. Pode ser encontrada nos seguintes países: Angola, Benin, Burkina Faso, República do Congo, República Democrática do Congo, Costa do Marfim, Guiné Equatorial, Gabão, Gana, Nigéria e Togo.